# Dipodium pictum
Dipodium pictum är en orkidéart som först beskrevs av John Lindley, och fick sitt nu gällande namn av Heinrich Gustav Reichenbach. Dipodium pictum ingår i släktet Dipodium och familjen orkidéer. Inga underarter finns listade i Catalogue of Life.

## Bildgalleri

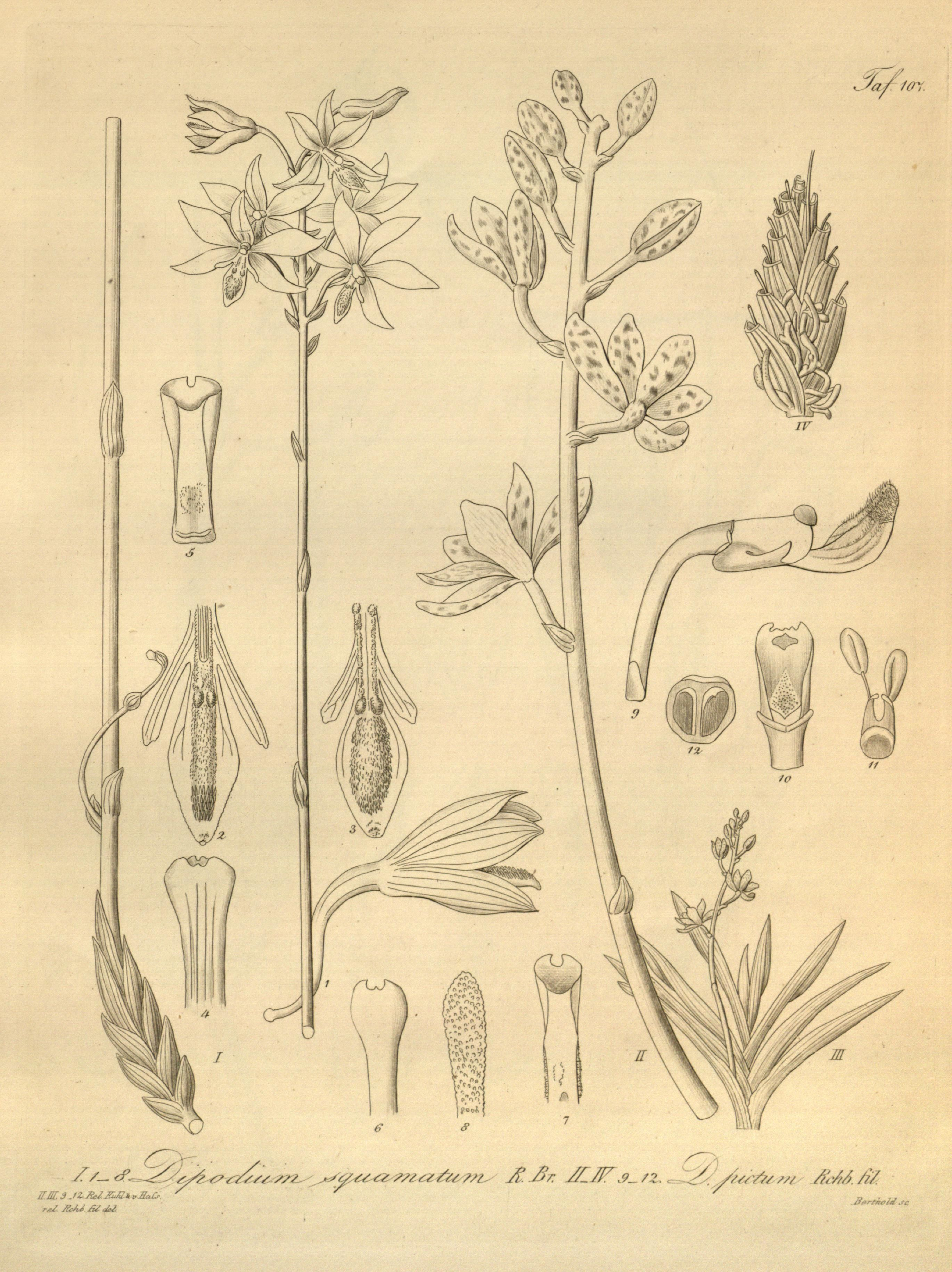
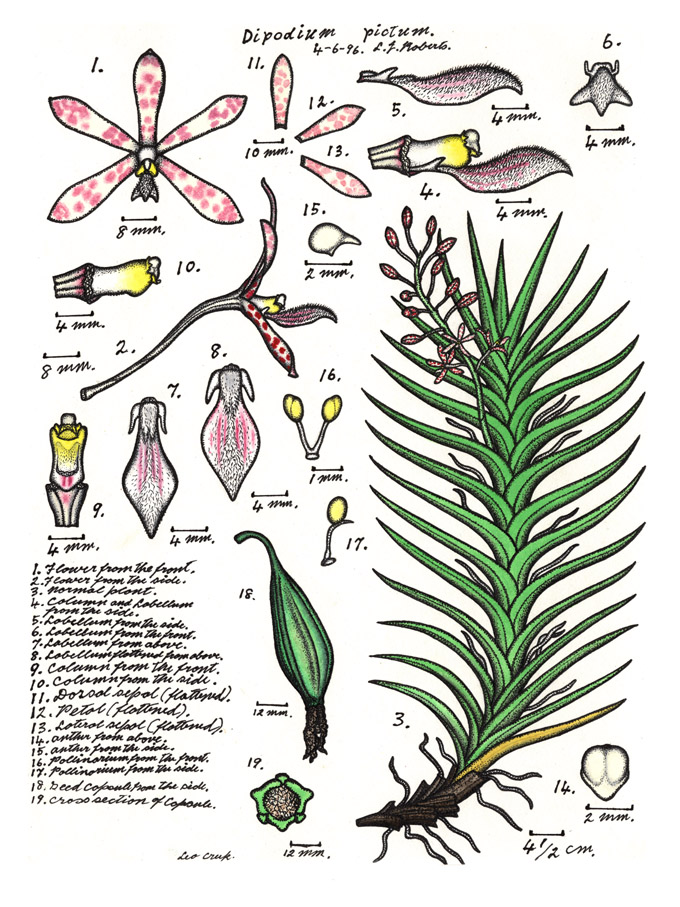